# Châteauponsac
Châteauponsac este o comună în departamentul Haute-Vienne din centrul Franței. În 2009 avea o populație de 2.158 de locuitori.

## Evoluția populației
| An        | 1975  | 1982  | 1990  | 1999  | 2006  | 2009  |
| --------- | ----- | ----- | ----- | ----- | ----- | ----- |
| Populație | 2.849 | 2.604 | 2.409 | 2.252 | 2.186 | 2.158 |